# 도널드 그레그
도널드 핀니 그레그(Donald Phinney Gregg, 1927년 12월 12일 ~ )는 미국의 전 외교관이자 정치가, 미국 중앙정보국(CIA) 직원이다.

## 생애
1951~1982년 CIA 근무. 이후 조지 H. W. 부시 당시 부통령의 국가안보 자문. 1989~1993년 주한 미국 대사. 코리아 소사이어티 회장.

## 참고
- NNDB 프로필

| 전임 제임스 릴리 | 제14대 주한 미국 대사 1989년 9월 ~ 1993년 2월 | 후임 제임스 레이니 |